# Brug (garage)

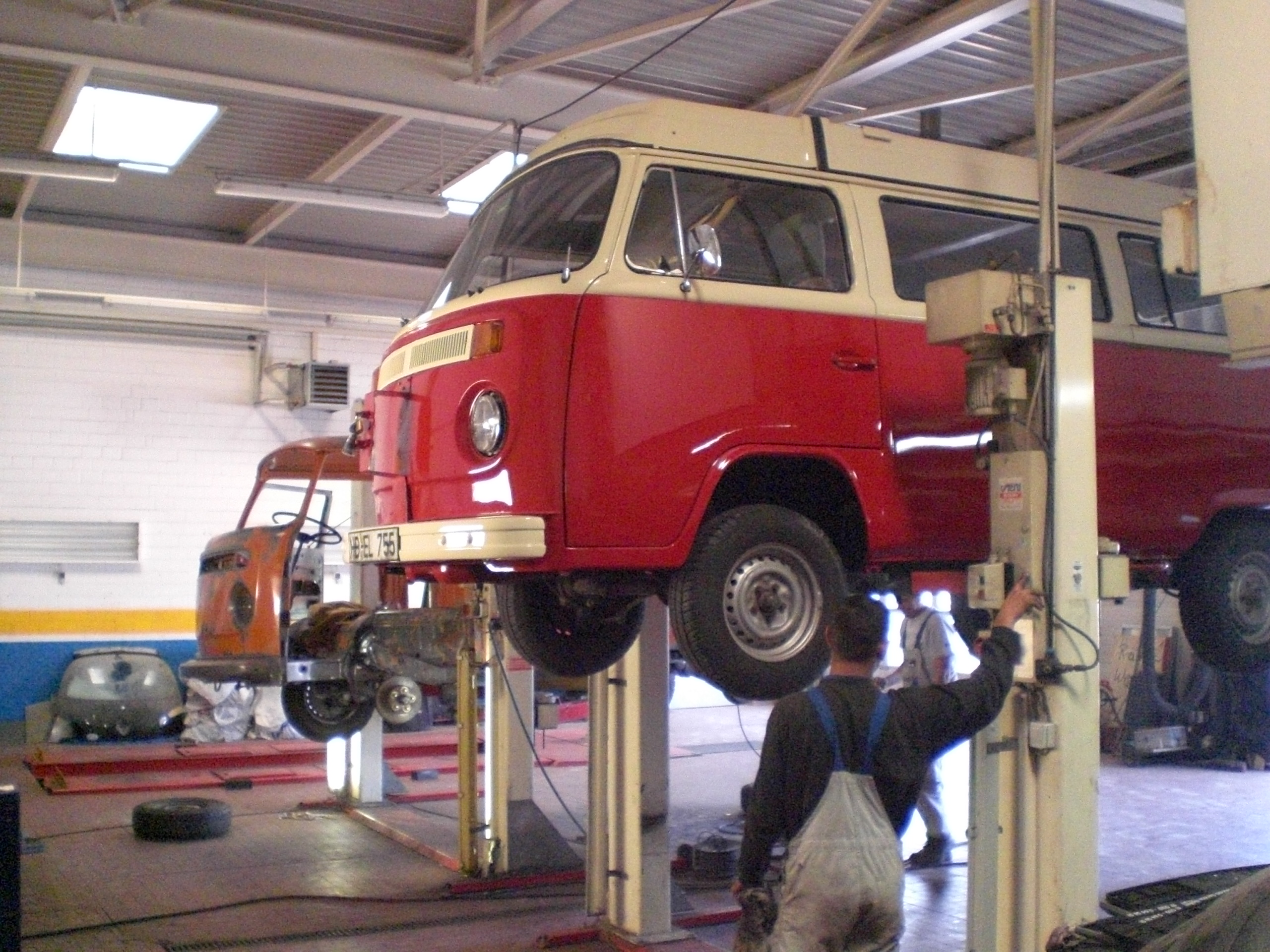
Een brug

Een brug in een garage is een hulpmiddel om een auto op te tillen, zodat de (onderkant van de) auto geïnspecteerd en eventueel gerepareerd kan worden.
De brug, met daarop de auto, wordt opgetild door middel van een hydraulisch systeem dat door een elektromotor wordt aangedreven.